# Dražkovce
Dražkovce (em húngaro: Draskócvölgye) é um município da Eslováquia, situado no distrito de Martin, na região de Žilina. Tem 4,39 km² de área e sua população em 2018 foi estimada em 1.031 habitantes.

## Demografia
| Ano:        | 1994 | 2004    | 2014    | 2024    |
| ----------- | ---- | ------- | ------- | ------- |
| Broj ljudi: | 498  | 571     | 936     | 1063    |
| Razlika:    |      | +14,65% | +63,92% | +13,56% |

| Ano:               | 2023 | 2024   |
| ------------------ | ---- | ------ |
| Número de pessoas: | 1068 | 1063   |
| Diferença:         |      | -0,46% |